# 谢尔比·威尔逊
谢尔比·威尔逊（英語：Shelby Wilson，1937年7月14日—），美国男子摔跤运动员，主攻自由式。他曾代表美国参加1960年夏季奥林匹克运动会摔跤比赛，获得男子自由式轻量级金牌。